# Bergtheim
Bergtheim là một đô thị trong huyện Würzburg bang Bayern, Đức.